# Ходсон, Джеффри
Дже́ффри Хо́дсон (англ. Geoffrey Hodson; 12 марта 1886, Линкольншир, Англия — 23 января 1983, Окленд, Новая Зеландия) — британский теософ и оккультист, мистик, философ-эзотерик, священник Либеральной католической церкви и писатель. Был президентом Общества вегетарианцев Новой Зеландии.

## Жизнь и работа
Джеффри Ходсон родился в Уэйнфлите Св. Марии,  Линкольншир, Англия, впоследствии натурализовался как гражданин Новой Зеландии. Учился в гимназии в Бишопс Стортфорде, Хартфордшир. Поскольку у него были врождённые психические способности, в детстве и юности он испытывал необычные психические и духовные переживания. Когда в свои двадцать с небольшим лет он присоединился к Теософскому Обществу, он мог, по его утверждению, видеть ауры людей и воспринимать иные формы "сверхфизической" реальности.
Во время войны Ходсон в звании лейтенанта британской армии принимал участие в боях с использованием первых в истории танков. На войне его оккультные способности практически полностью исчезли, но впоследствии, благодаря занятиям йогой, он их восстановил.
Его лекционная карьера началась в Манчестерской Ложе Теософского Общества. Более 50-и лет Ходсон был теософским лектором; за это время он побывал во многих местах Америки, Европы, Южной Африки, Индии, Новой Зеландии, Австралии и Дальнего Востока. Ходсон — автор более 50-и книг, посвящённых таким темам, как медитация, духовная жизнь, оккультные способности, здоровье и болезни, целительство. По мнению Роберта Эллвуда, он является автором нескольких работ, в которых представлена «обширная и нередко глубокая эзотерическая интерпретация известных историй из Ветхого Завета и Евангелий».
В 1954 году он был награждён медалью им. Субба Роу за свой вклад в теософскую литературу. Является автором более двухсот статей и радиопередач. Он также был директором теософской школы в Адьяре.

### Сотрудничество с учёными
В течение нескольких лет Ходсон сотрудничал с различными деятелями науки в целях использования для научных исследований своих оккультных способностей экстрасенсорного восприятия, которые у него, видимо, были хорошо развиты.
У него были обширные серии наблюдений "сверхфизических" эффектов музыки. Записи его впечатлений от этих эффектов чрезвычайно интересны с точки зрения искусствоведения, акустики, психофизиологии и др.
Другим типом исследований, предпринятых по запросу д-ра Э. Лестера Смита, было наблюдение природы химических элементов на атомном и субатомном уровнях с целью проверки гипотез в области оккультной химии, выдвинутых А. Безант и Ч. Ледбитером. Эта работа была зафиксирована в виде надиктованных Ходсоном записей на магнитофонной ленте.
Профессор Джон Робинсон, палеоантрополог, в 1982 году рассказал о своих Стеркфонтейнских исследованиях:

В конце пятидесятых я в течение нескольких месяцев очень тесно сотрудничал с Джеффри Ходсоном, используя его способности ясновидящего для исследования фрагментов ископаемого человека, жившего около двух миллионов лет назад. Каждая сессия проходила в том же самом месте, где были найдены образцы, с одновременной записью на магнитофон. Ему ничего не сообщалось до тех пор, пока вся серия испытаний не была завершена и проанализирована.
В каждой сессии я брал 2-4 образца, и некоторые из них использовались по нескольку раз, о чём ему не сообщалось. Он никогда не выбирал образцы сам, обычно я размещал их у него на лбу, пока он лежал на спине с закрытыми глазами в состоянии медитации.

## Комментарии
1. ↑  Он был рукоположён в священники Либеральной католической церкви её епископом-основателем Джеймсом Веджвудом[англ.].[2]
2. ↑  «Works: 202 works in 581 publications in 10 languages and 4,174 library holdings».[3]
3. ↑  Свою последнюю лекцию Ходсон прочитал 4 мая 1982 года, когда ему было 96 лет.[5]
4. ↑  «Парсифаль» — музыкальная драма Рихарда Вагнера.
5. ↑  «Преподобный Джеффри Ходсон, вероятно, был вторым после епископа Чарлза Уэбстера Ледбитера из наиболее широко известных ясновидящих среди либеральных католиков».[1]
6. ↑  Д-р Э. Лестер Смит (англ. Ernest Lester Smith) — DSc, FRS. В 1977 году был награждён медалью им. Субба Роу.
7. ↑  «Geoffry Hodson, whose work is seen in Theosophical circles to parallel that of Leadbeater, and who had also done psychic research into occult chemistry, argued that his independent research had validated Leadbeater's material».[14]
8. ↑  О сотрудничестве с учёным Ходсон рассказал так: «Мне приходилось исследовать ископаемые кости человекообразных обезьян и первобытного человека, а впоследствии я посетил и те пещеры, где они были найдены. Палеонтолог в письменной форме подтвердил верность большинства моих описаний, хотя и не всех. Интересно, что с целью проверки он намеренно давал мне ложную информацию, тем не менее, ему не удалось сбить меня с толку».[15]
9. ↑  По утверждению Ходсона, художница работала по его описаниям, поэтому за «композицию, цвет и форму» рисунков отвечает только он сам[16].